# Striatorbina
Striatorbina es un género de foraminífero bentónico de la familia Glabratellidae, de la superfamilia Glabratelloidea, del suborden Rotaliina y del orden Rotaliida. Su especie tipo es Striatorbina alveolata. Su rango cronoestratigráfico abarca el Holoceno.

## Clasificación
Striatorbina incluye a las siguientes especies:
- Striatorbina alveolata
- Striatorbina reticulata